# Tarja Halonen

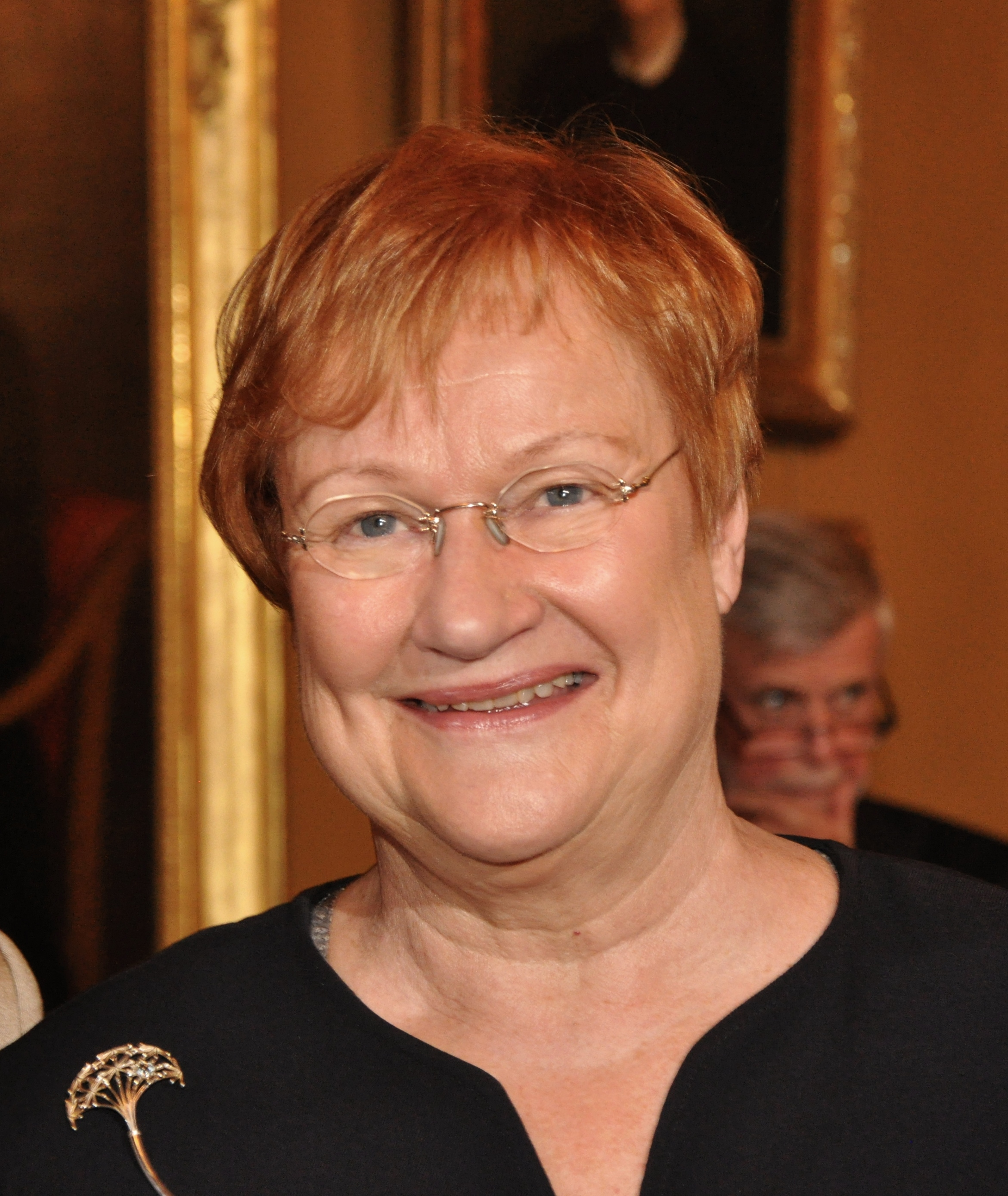
Tarja Halonen, 2011

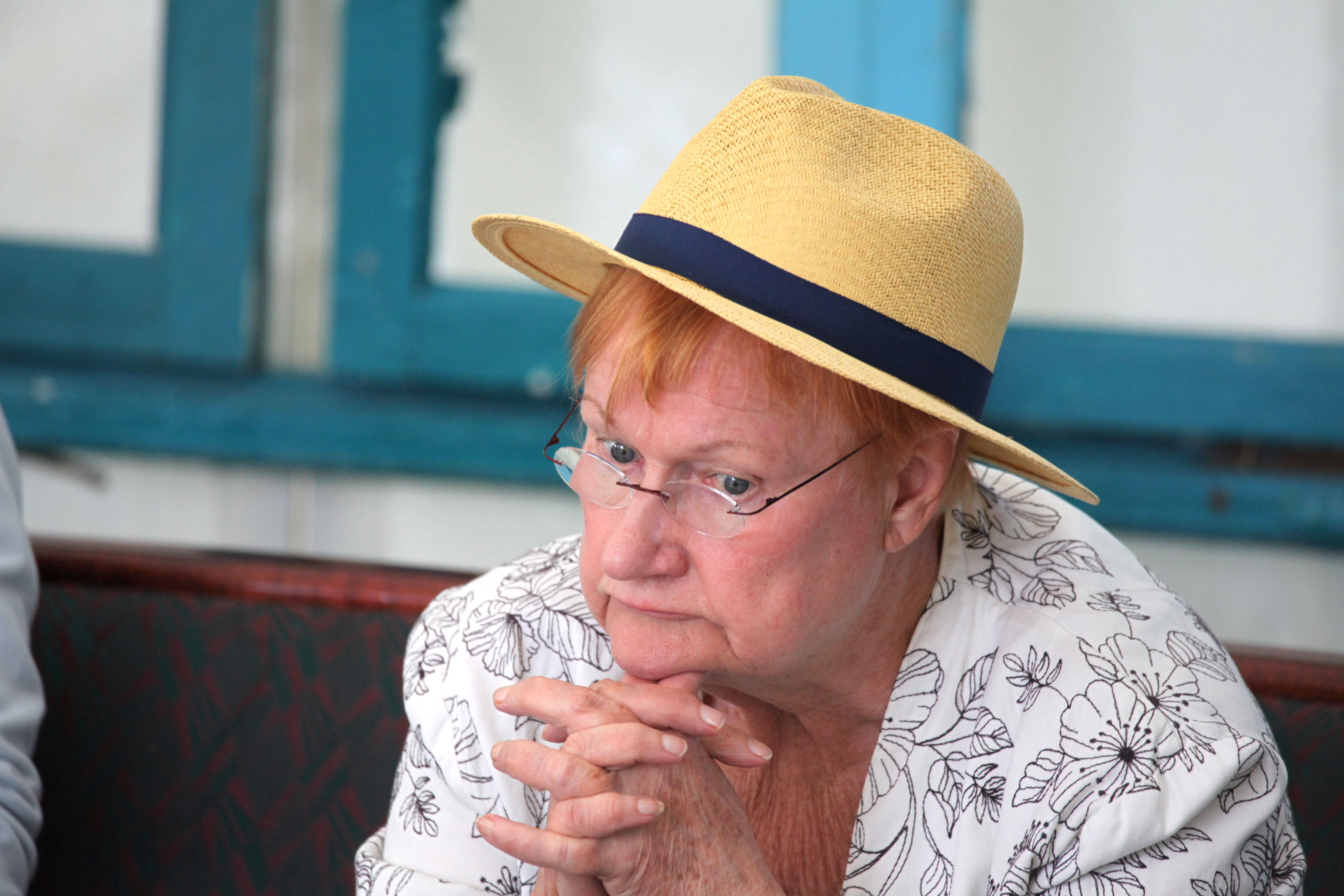
Tarja Halonen (2021)

Tarja Kaarina Halonen [ˈtɑrjɑ ˈhɑlɔnɛn] ⓘ (* 24. Dezember 1943 in Helsinki) ist eine finnische Politikerin. Sie war von 2000 bis 2012 das erste weibliche Staatsoberhaupt von Finnland.

## Werdegang
Als Tochter einer Krankenschwester und eines Bauarbeiters setzte sie sich bereits in jungen Jahren für soziale Gerechtigkeit ein.
Als studierte Juristin trat sie 1971 in die Sozialdemokratische Partei Finnlands ein und arbeitete als Gewerkschaftsjuristin. Von 1977 bis 1996 war sie Abgeordnete im Stadtrat von Helsinki, von 1979 bis 2000 im finnischen Parlament.
Seit 1987 leitete sie verschiedene Ministerien in der finnischen Regierung: bis 1990 als Ministerin für Soziales und Gesundheit, von 1989 bis 1991 als Ministerin für Skandinavische Zusammenarbeit, von 1990 bis 1991 als Justiz- und von 1995 bis 2000 als Außenministerin. Während letzterer Tätigkeit erfolgte der Beitritt Finnlands in die Europäische Union und im 2. Halbjahr 1999 hatte Finnland zum ersten Mal die Ratspräsidentschaft inne.
Seit ihrer Studienzeit engagierte sie sich stark als heterosexuelle Verbündete für Schwule und Lesben unter anderem als Vorsitzende der LGBT-Organisation SETA. Dieses Engagement sowie die Tatsache, dass sie damals als Mutter einer Tochter mit ihrem Lebensgefährten noch unverheiratet zusammenlebte, schienen ihre Chancen bei der Volkswahl für den finnischen Staatspräsidenten im Jahr 2000 zu beeinträchtigen, dies umso mehr, als sie mit Esko Aho, Riitta Uosukainen und Elisabeth Rehn gewichtige und populäre Konkurrenten hatte. Ihre Tochter erzog sie allein.
Zur allgemeinen Überraschung gewann jedoch der Wahlkampf der amtierenden Außenministerin – auch dank der als erfolgreich taxierten finnischen EU-Präsidentschaft 1999 – immer mehr Unterstützung. So konnte sie sich im 1. Wahlgang am 16. Januar 2000 mit 40,0 % der Stimmen vor Esko Aho (34,4 %) deutlich an die Spitze der sieben Kandidaten setzen.
Die am 6. Februar 2000 notwendig gewordene Stichwahl gegen den Konservativen Aho entschied sie mit 51,6 % knapp für sich. Das Motto von Tarja Halonen lautet: Entschuldige dich nie für die Macht!. Halonen lebte bis 2000 in ihrem alten Arbeiterviertel und erst nach der Wahl zur Staatschefin heiratete sie ihren langjährigen Lebensgefährten, den Anwalt Pentti Arajärvi.
Zugleich mit ihrem Amtsantritt am 1. Februar 2000 trat in Finnland eine Verfassungsänderung in Kraft, die die zuvor sehr ausgedehnten Befugnisse des Staatsoberhauptes auf eher repräsentative Aufgaben beschränkt. Infolgedessen konnte Tarja Halonen nicht mehr in demselben Ausmaße wie ihre Vorgänger Urho Kekkonen, Mauno Koivisto und Martti Ahtisaari auch in der Gestaltung der Innen- und Außenpolitik hervortreten.
Tarja Halonen, die sich bei Meinungsumfragen regelmäßig hoher Beliebtheitswerte erfreute, gab am 19. Mai 2005 bekannt, für eine zweite Amtszeit zu kandidieren. Im ersten Wahlgang am 15. Januar 2006 erreichte sie 46,3 % der Stimmen und verfehlte damit die absolute Mehrheit. In der Endrunde am 29. Januar 2006 trat die rote Tarja gegen den zweitplatzierten Sauli Niinistö an und gewann diese mit 51,8 %, angesichts ihrer hohen Beliebtheitswerte überraschend knapp. Ihre Amtszeit endete am 1. März 2012. Gemäß finnischer Verfassung sind nur zwei Amtszeiten für Präsidenten möglich.

## Auszeichnungen (Auswahl)
- 2001: Elefanten-Orden des Königreichs Dänemark
- 2001: Sonderstufe des Großkreuzes des Verdienstordens der Bundesrepublik Deutschland
- 2002: Großkreuz mit Collane des Verdienstordens der Republik Ungarn
- 2006: Großkreuz mit Collane des Sterns von Rumänien
- 2006: Groß-Stern des Ehrenzeichens für Verdienste um die Republik Österreich[5]
- 2006: Orden des Fürsten Jaroslaw des Weisen (I. Klasse)
- 2009: Ehrendoktor der Universität Umeå[6]